# Station Ingatestone
Ingatestone is een spoorwegstation van National Rail in Brentwood in Engeland. Het station is eigendom van Network Rail en wordt beheerd door Greater Anglia. Het station is Grade II listed.

## Treinverbindingen
- 1x per uur (Sneltrein) London Liverpool Street - Shenfield - Chelmsford - Colchester - Clacton-on-Sea (Maandag - zaterdag)
- 1x per uur (Stoptrein) London Liverpool Street - Shenfield - Chelmsford - Braintree (Maandag - zaterdag)

- 1x per uur (Stoptrein) London Liverpool Street - Shenfield - Chelmsford - Colchester - Ipswich (Zondag)